# Hrabstwo Florence (Wisconsin)
Hrabstwo Florence (ang. Florence County) – hrabstwo w stanie Wisconsin w Stanach Zjednoczonych.
Obszar całkowity hrabstwa obejmuje powierzchnię 497,46 mil² (1288,42 km²). Według szacunków United States Census Bureau w roku 2009 miało 4554 mieszkańców. Jego siedzibą administracyjną jest Florence.
Hrabstwo zostało utworzone z Marinette i Oconto w 1881. Nazwa pochodzi od imienia Florence Hulst, pierwszej białej kobiety, która osiedliła się na tym obszarze.
Na obszarze hrabstwa znajdują się rzeki Brule, Lower Popple, Pemebonwon, Pine i Popple oraz 259 jezior.

## Miasta
- Aurora
- Commonwealth
- Fence
- Fern
- Florence
- Homestead
- Long Lake
- Tipler

## CDP
- Florence
- Long Lake